# …And You Will Know Us by the Trail of Dead
…And You Will Know Us by the Trail of Dead är ett amerikanskt indierockband från Austin, Texas. Det bildades 1993 och leds av Jason Reece och Conrad Keely.
De fick sitt genombrott i indiekretsar med sitt tredje album Source Tags & Codes (2002), som även var deras första album på ett stort skivbolag (Interscope Records). Musiken är en blandning av allt från klassiska mellanpartier till den tyngsta sortens rock.
Conrad Keely, en av bandmedlemmarna, designar själv omslagen och inslagen till skivorna.
På spelningar kännetecknas de av att de byter instrument och alternerar sång. De är även kända för att slå sönder sina instrument antingen i slutet eller i mitten av en spelning.

## Medlemmar
Nuvarande medlemmar
- Conrad Keely (sång, elgitarr, trummor)
- Jason Reece (sång, elgitarr, trummor)
- Autry Fulbright II (elbas, sång)
- Jamie Miller (trummor, gitarr)

Före detta medlemmar
- Kevin Allen (gitarr)
- Neil Busch (bas)
- Danny Wood (bas)
- Doni Schroader (trummor)
- David Longoria (keyboard)
- Jay Leo Phillips (bas)
- Clay Morris (keyboard)
- Aaron Ford (trummor)

Bildgalleri

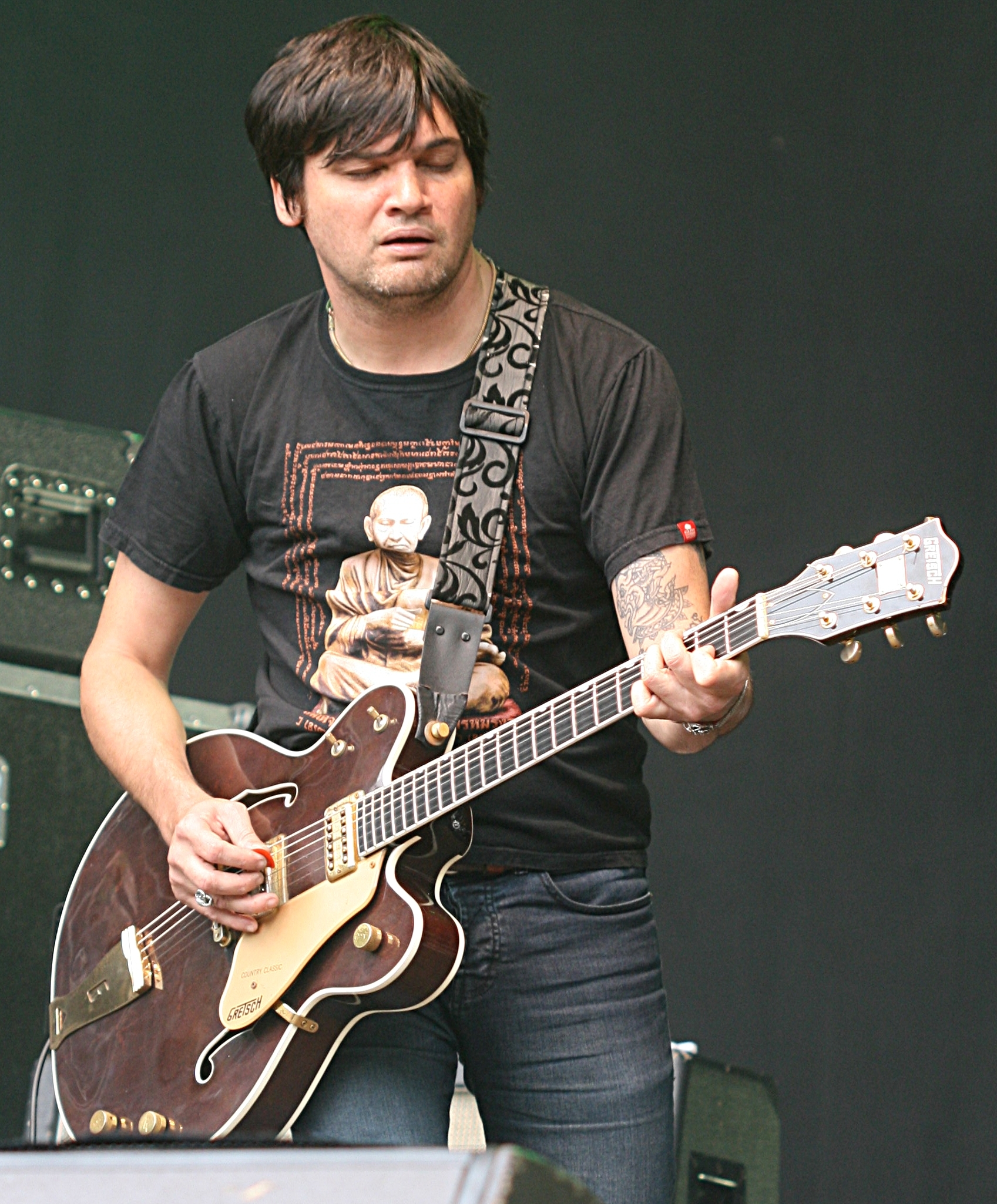
Conrad Keely
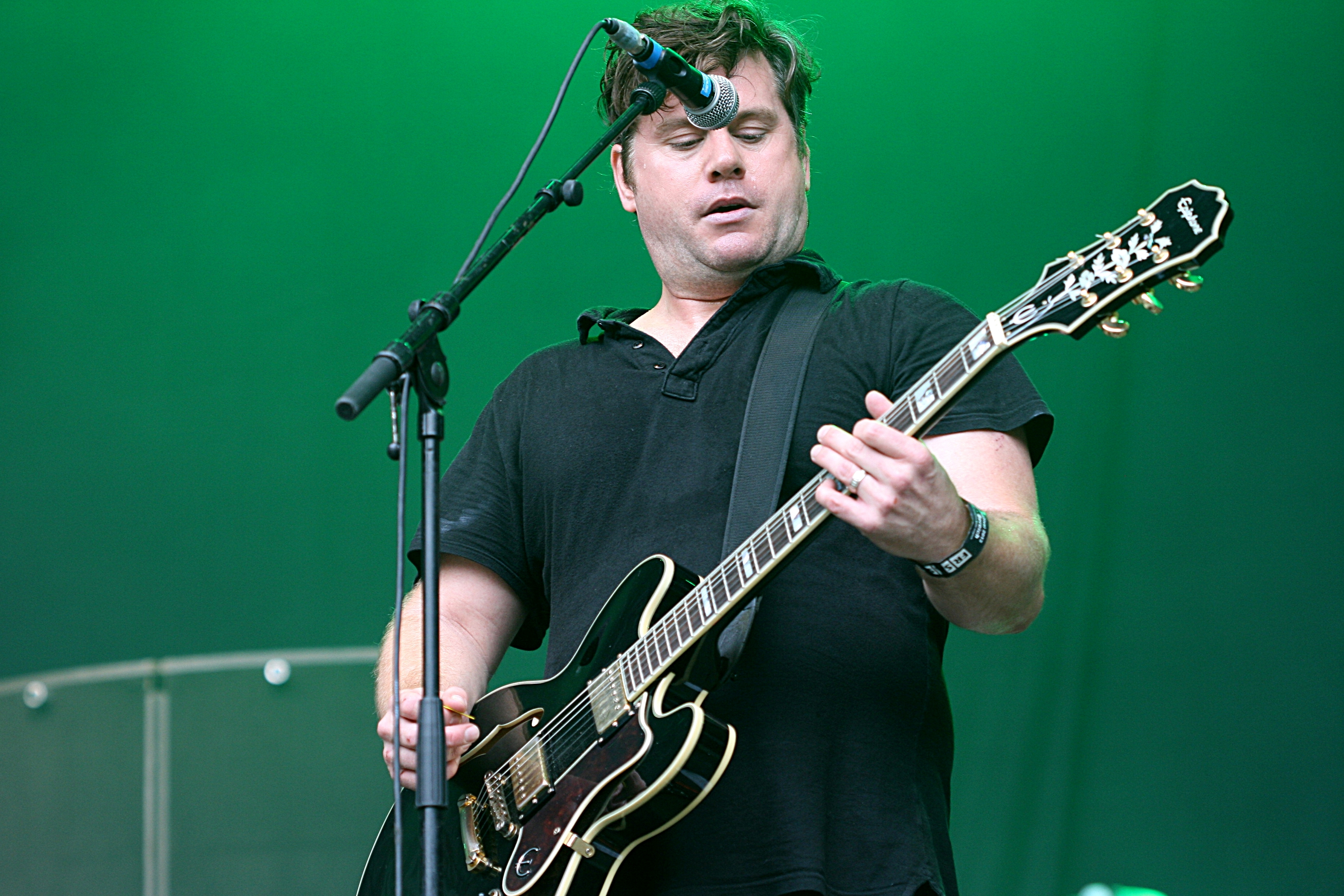
Jason Reece
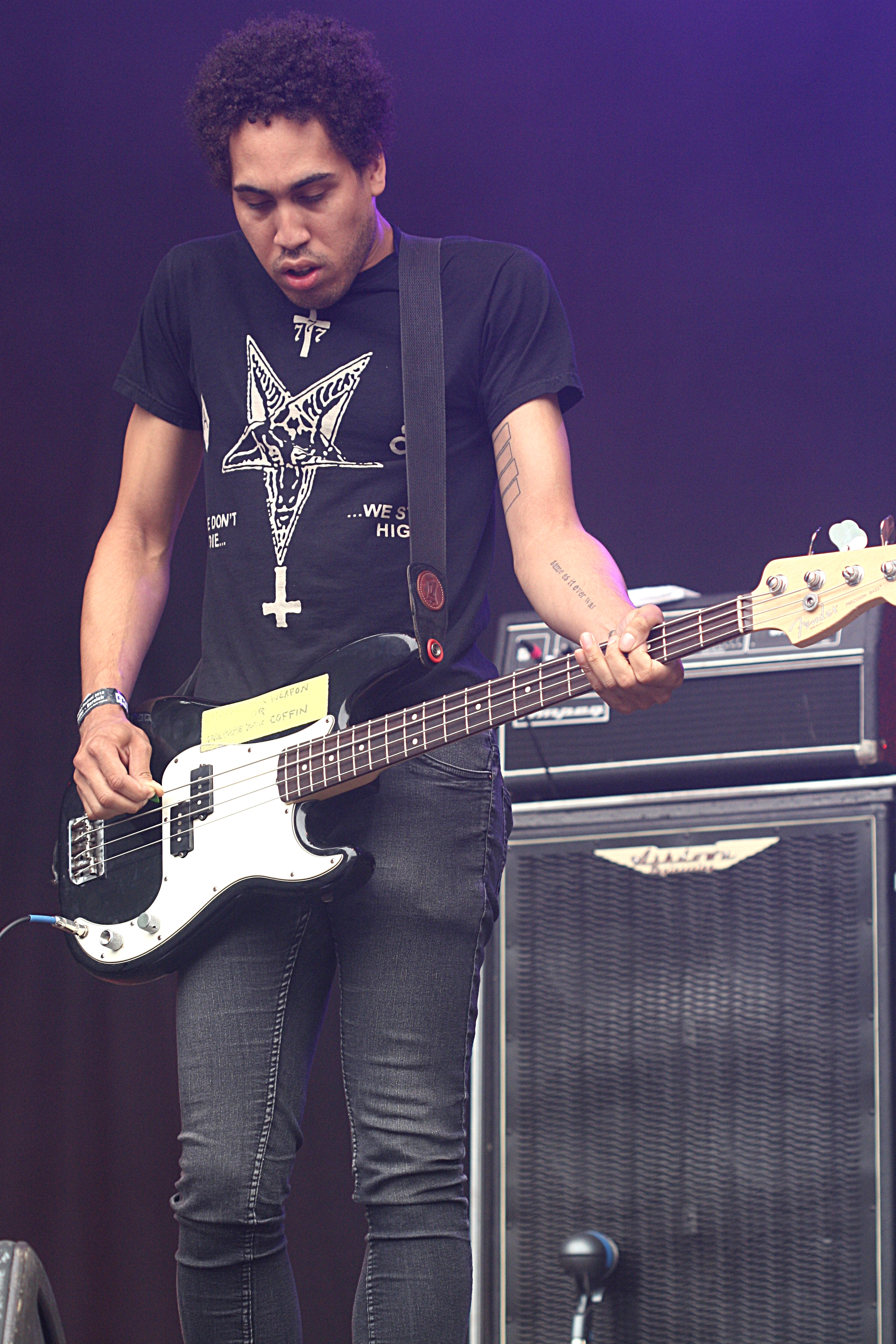
Autry Fulbright II
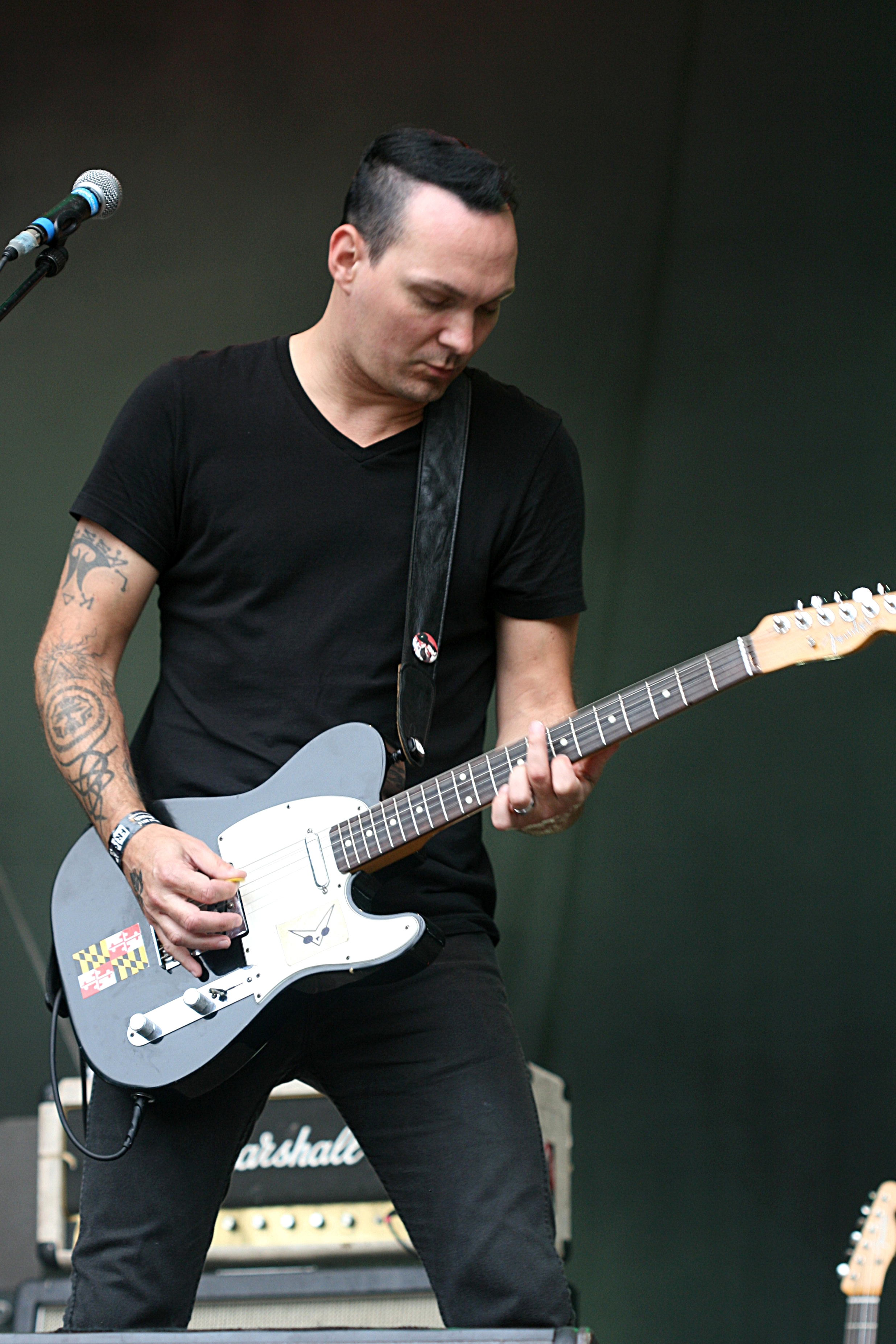
Jamie Miller

## Diskografi (urval)
Album
- 1998 – …And You Will Know Us by the Trail of Dead
- 1999 – Madonna
- 2002 – Source Tags & Codes
- 2005 – Worlds Apart
- 2006 – So Divided
- 2009 – The Century of Self med låten Halcyon Days
- 2011 – Tao of the Dead
- 2012 – Lost Songs
- 2014 – IX
- 2020 – X: The Godless Void and Other Stories
- 2022 – XI: Bleed Here Now

Singlar/EP
- 2000 – Mistakes
- 2002 – Another Morning Stoner
- 2002 – Relative Ways
- 2003 – Secrets of Elena's Tomb (EP)
- 2004 – Worlds Apart
- 2005 – And The Rest Will Follow
- 2006 – Wasted State Of Mind
- 2008 – Festival Thyme (EP)
- 2012 – The Growing Divide Between Truth And Conventional Wisdom